# Нарын-кала
Нары́н-кала́ — персидская цитадель, часть Дербентской крепости, соединённая с Каспийским морем двойными стенами, призванными перекрывать так называемые Каспийские ворота в Персидскую державу. Входит в список всемирного наследия ЮНЕСКО.
В переводе со среднеперсидского название означает «солнечная крепость». Со Средних веков Дербентская крепостная стена также называлась стеной Александра Македонского из-за предания, что её построил великий завоеватель. В реальности Александр Македонский не бывал в этих местах.

## Описание
Нарын-кала занимает вершину ближайшего к морю холма. Путь вдоль берега преграждали две параллельные крепостные стены (Дербентская стена), примыкавшие на западе к цитадели, а восточной оконечностью уходившие в море, препятствуя обходу крепости по мелководью и образуя гавань для судов. Между отстоящими друг от друга стенами на 350—450 м лежал средневековый город Дербент. К западу от цитадели на 40 км тянулась Горная стена (Даг-бары), призванная предотвратить обход крепости по горным долинам и перевалам. Несмотря на возраст, крепость столетиями играла важнейшую оборонительную роль. Новые хозяева перестраивали и обновляли её, отчего сегодня, как по годовым кольцам дерева, по сооружению можно проследить всю историю Дербента.
Цитадель неправильной формы занимает площадь в 4,5 га. Размеры: приблизительно 180 метров в ширину и 255 метров в длину; стены укреплены небольшими башнями (на расстоянии 20—30 метров друг от друга) и орудийной башней на юго-западе. Дополнительную защиту с трёх сторон обеспечивают крутые склоны горы.
Внутри цитадели сохранились бани, система водоснабжения крепости из керамических труб, руины шахского дворца — большой входной портал и часть стен. Мнение о существовании здесь раннехристианского храма IV—V веков (древнейшего на территории России) различно. Одни специалисты считают крестово-купольное помещение водохранилищем; другие отмечают отсутствие внизу водовода и наземность (а не полуподземность или подземность) конструкции, считают форму постройки неудобной для водохранилища, которое в Дербенте обычно прямоугольной или квадратной основы, а также подмечают ориентацию сооружения по сторонам света. В каждой стене по трое ворот, древнейшие из которых Орта-Капы (Срединные ворота).
Наружные стены толщиной 2,5-3,5 метров, достигающие на отдельных участках высоты 20-25 метров, делают её неприступной крепостью, способной выдержать тяжёлую и длительную осаду.

## История
Дербент расположен в наиболее стратегически уязвимом месте Прикаспийского прохода, где горы Большого Кавказа ближе всего подходят к морю, оставляя лишь узкую 3-км полоску равнины. Дербентская крепость — это часть грандиозной оборонительной системы, защищавшей народы Закавказья и Передней Азии от нашествий кочевников с севера. Система включала в себя городские стены, цитадель, морские стены и Горную стену Даг-бары.
С запада дербентские стены примыкают к цитадели Нарын-Кала, которая была построена после X века, поскольку до того  на этом месте при приближении врага разжигался сигнальный костёр.
Известная сегодня крепость выстроена в VI веке на Джалганском хребте по приказу персидского правителя Хосрова I Ануширвана («Бессмертный душою») из династии Сасанидов. С 735 года Дербент и Нарын-Кала стали военно-административным центром Арабского халифата в Дагестане, а также крупнейшим торговым портом и очагом распространения ислама на этой земле.
В результате Каспийского похода город Дербент стал частью Российской империи. Из землянки, сегодня являющейся местной достопримечательностью, в ханский дворец переехал император Пётр I, которому беи Дербента поднесли городские ключи на серебряном блюде, покрытом персидской парчой (хранятся в Кунсткамере Санкт-Петербурга) со словами: «Дербент получил основание от Александра Македонского, а потому нет ничего приличнее и справедливее, как город, основанный великим монархом, передать во власть другому монарху, не менее его великому».
Во время Русско-персидской войны 1796 года крепость была повторно взята русскими войсками под предводительством генерал-аншефа Валериана Зубова, который разместил в цитадели свой штаб. После прихода русских ханский дворец был значительно перестроен для нужд военных, а затем и вовсе разобран. В 1827—1828 гг. в стиле классицизма было построено сохранившееся здание гауптвахты. Бестужев-Марлинский, служивший тогда в кавказской армии, сетовал: «Угловая комната, в которой великий Пётр жил в ханском доме в крепости Дербента, сохранялась, как она была при нём. Русские всё переделали: не пощадили даже окна, из которого любовался он морем».

## Современное состояние
На территории Нарын-калы периодически проходят археологические раскопки. На восстановительные работы к 2000-летию Дербента был выделен бюджет в 1,5 млрд рублей. 
К реставрации крепости были привлечены специалисты Российской академии наук, ведущие российские археологи и историки. Сообщалось, что в ходе работ до 2016 года были отремонтированы около 8 тысяч квадратных метров лицевой поверхности древней крепостной стены цитадели и южной стены. Расходы превысили 616 миллионов рублей.
В 2018 году специалисты Национального исследовательского технологического университета МИСиС вместе с сотрудниками Физического института имени П.Н. Лебедева РАН и Дагестанского госуниверситета изучали обнаруженное в северо-западной части крепости скрытое под землёй помещение. Изначально предполагалось, что речь о подземном водохранилище, но учёные допустили, что 12-метровое пространство может быть древнейшим христианским храмом на территории современной России.
В 2022 году в Мэрии города рассказали о планах открыть до конца года новый ландшафтный парк у крепости от ворот «Кырхляр-капы» до ворот «Джарчи-капы». Бюджет проекта составил 197 млн рублей.
В 2023 году подземные водохранилища Нарын-Калы VI века впервые были открыты для туристов, продолжались работы по благоустройству прилегающей территории, был высажен гранатовый сад из 300 деревьев.
В 2024 году власти города сообщили о планах построить канатную дорогу протяженностью свыше 2,8 тыс м. от крепости Нарын-кала до пляжа.
В мае 2025 года на территории крепости были высажены 800 саженцев цветов.

Цитадель
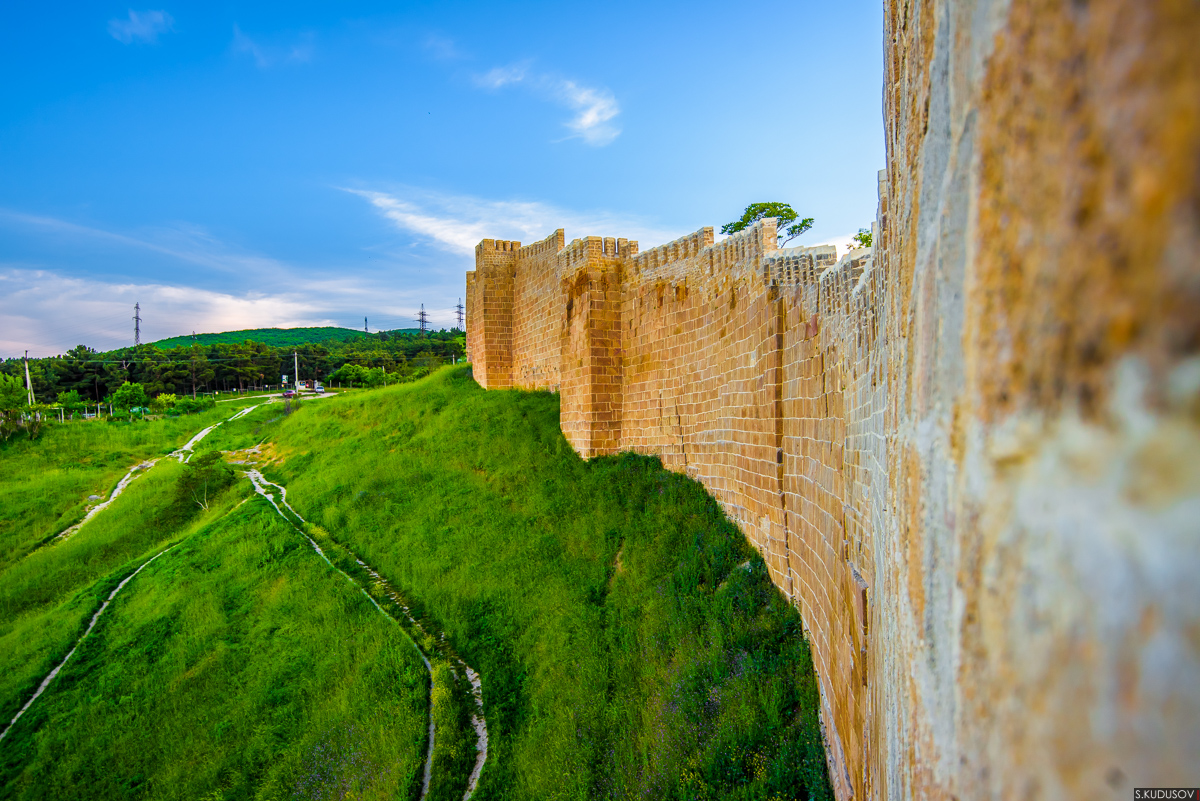
Стена
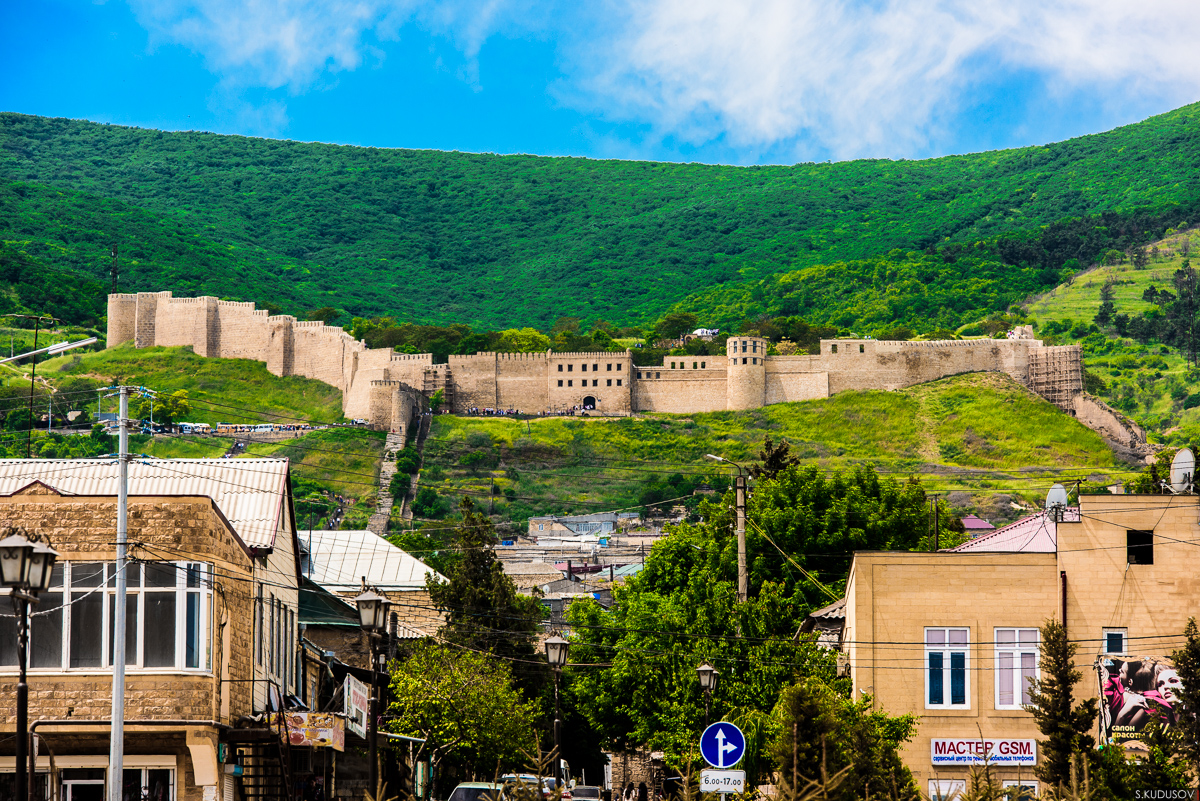
Крепость
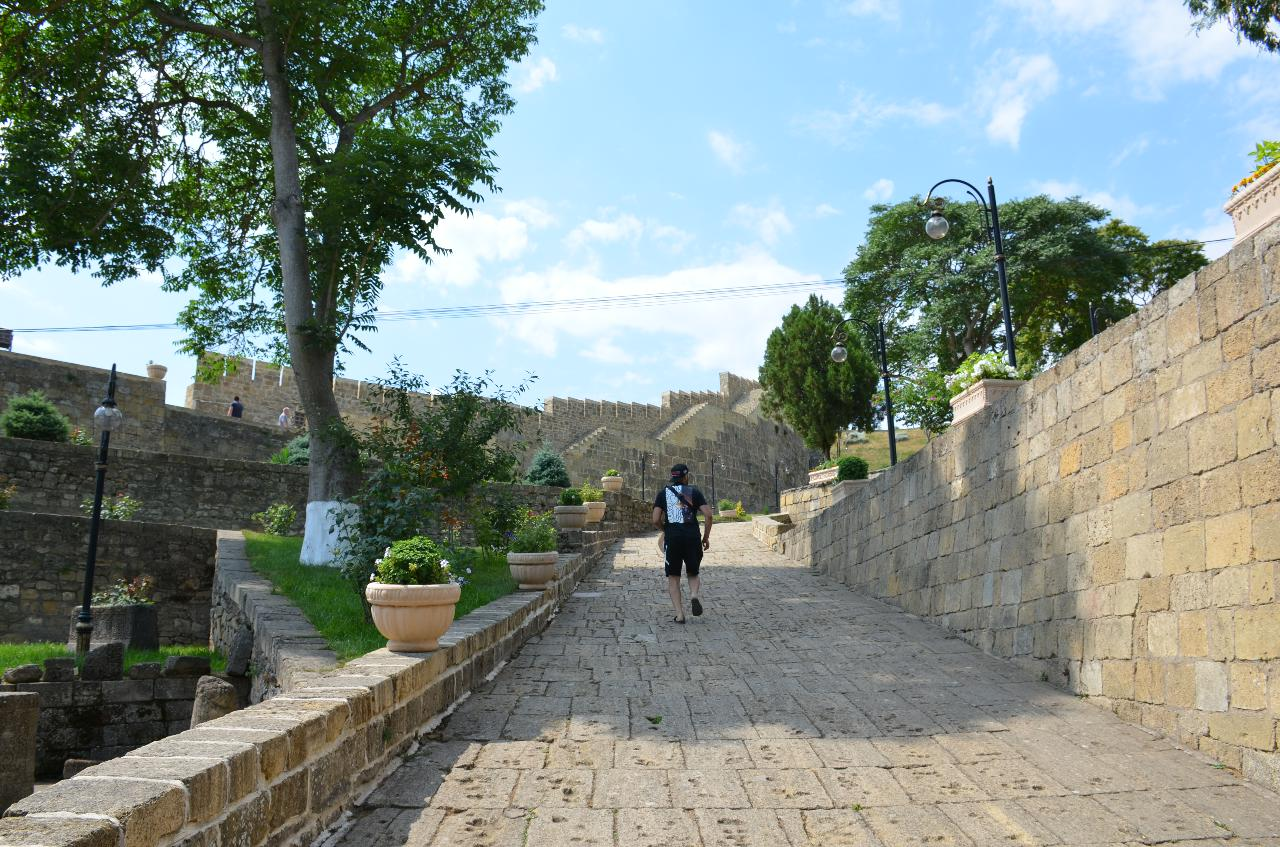
Внутренний вид крепости